# William Pitt den yngre
William Pitt den yngre, PC, född 28 maj 1759, död 23 januari 1806 i London, var en brittisk politiker, som var premiärminister från 1783 till 1801 och från 1804 till sin död. Han kallas "den yngre" för att skilja honom från fadern, William Pitt den äldre, som också var premiärminister.
William Pitt den yngre blev premiärminister vid 24 års ålder och är Storbritanniens hittills yngsta premiärminister.
Pitt den yngres tid som premiärminister inföll under Georg III:s regeringstid och dominerades av stora händelser i Europa, däribland franska revolutionen och  Napoleonkrigen. Pitt omnämns ofta som "tory", men betraktade alltid sig själv som "oberoende whig" och motsatte sig i allmänhet utvecklingen av ett strikt partibaserat politiskt system.

## Uppväxt och tidig karriär
Pitt föddes på ett gods i Hayes i Kent. Han var andre son till William Pitt den äldre. Han uppfostrades på grund av svag hälsa i hemmet under ledning av sin far, som i första hand avsåg att dana sonen till en stor parlamentstalare samt för övrigt gav honom en grundlig klassisk utbildning.  1773–1778 studerade han vid universitetet i Cambridge och utbildade sig därefter i London till advokat, som han utnämndes till 1779.
Redan i januari 1781, alltså inte mycket mer än 21 år gammal, invaldes han i underhuset (House of Commons) som ledamot för Appleby. Sitt första tal höll han i februari samma år till försvar för ett förslag (bill) framställt av Edmund Burke. Hans uppvisade skicklighet och lugn under debatten och hade en klar röst, vilket gjorde honom omtyckt som debattör. Alla partier strävade efter att vinna honom. Han anslöt sig i början till oppositionen, som då utgjordes av whigs, och bidrog kraftigt till lord Norths fall (1782) samt förklarade öppet i underhuset, att han aldrig skulle acceptera någon annan ministerplats än en som medförde rätt till säte i kabinettet. I juli 1782 inträdde han också, såsom Lord of the Exchequer (finansminister), i Shelburnes regering, och då dennes ministär 31 mars 1783 föll, rådde han kung Georg III att utse Pitt till premiärminister. Pitt avböjde dock denna ära.
Han bekämpade emellertid ivrigt den av North och Fox bildade "koalitionsministären" samt bidrog kraftigt till förkastande av Fox' India bill (i överhuset, genom det stöd oppositionen vann i kungens personliga inflytande) och därmed till kabinettets fall.

## Pitts första regering
Därpå mottog han uppdraget att bilda ny ministär samt utnämndes 19 december 1783 till förste lord av skattkammaren och skattkammarkansler. Med utomordentlig förbittring mottogs denna utnämning av underhusets majoritet, som leddes av Fox, understödd av Burke, Sheridan och North. De genomdrev en rad misstroendevota, de fick framställda regeringsförslag att stranda, och de riktade gång på gång petitioner till kungen att avskeda Pitt. Men den unge premiärministern, skickligt understödd av sin vän och ministerkollega Dundas, stod orubblig i striden, och folkopinionen började snart ta parti för den nya ministären.
När Pitt sålunda efter tre månaders våldsam strid upplöste underhuset (mars 1784), erhöll han i det nya parlamentet efter en med förut osedd häftighet förd valstrid en betydande majoritet. Pitts mod och vältalighet under dessa månader tjusade mängden, och från denna tid till sin levnads slut omstrålades han av en trollglans, som inga motgångar eller olyckor kunde beröva honom. Därtill bidrog utom de nämnda egenskaperna även hans obefläckade heder och patriotism. Ehuru han i 19 år med ett kortvarigt avbrott var Englands nästan enväldige ledare, var hans affärsställning städse dålig, och det var blott med mycken svårighet kungen 1792 förmådde honom att motta en sinekur, som avkastade 3 000 pound sterling. I hög grad föraktade han yttre utmärkelser. Och dock var han överdrivet stolt och ytterligt maktlysten samt blev till följd därav ganska obehaglig för sina ämbetsbröder och underlydande. Bland intima vänner var han däremot den älskvärdaste och kvickaste personlighet. Begäret efter starka drycker, som följt honom sedan uppväxtårens sjuklighet, undergrävde hans alltid vacklande hälsa.
Som talare och debattör överträffades Pitt väl av sin fader, men knappast av någon annan bland Englands lysande parlamentstalare. Han ägde alla en vältalares egenskaper, en välljudande stämma, en utomordentlig makt över språket, skärpa i bevisföringen, raskhet i repliken, ett osvikligt minne och en ovanlig förmåga att väl ordna gången i sitt föredrag. Han var ej som fadern en fulländad skådespelare, som genom oemotståndlig mimik ryckte åhörarna med sig, men han nådde samma mål genom sina oratoriska vändningar, sina sarkasmer och sin högtidliga värdighet. Till formen var Pitts vältalighet ett barn av sin tid och förefaller därför vår tid svulstig och svävande samt föga njutbar.
Redan 1784 genomdrev Pitt sin berömda India bill, som utgjorde grundvalen för Indiens styrelse ända till 1858. Han sökte 1785 åstadkomma en parlamentsreform, men misslyckades; även de irländska missförhållandena sökte han utan varaktig framgång avhjälpa. Med kung Georg stod han på vänskaplig fot, i synnerhet sedan han 1788 bekämpat Fox plan att göra prinsen av Wales till regent under kungens svaghetstillstånd. Rikets fred bevarade han omsorgsfullt och trodde icke heller, att den franska revolutionen skulle medföra några faror för freden, ehuru han försiktigt stärkte den engelska flottan. Hans visa politik vann allt flera anhängare, och han stod strax före revolutionens utbrott på höjden av popularitet. Då de franska skräckscenerna och trycket av den av dem starkt påverkade allmänna meningen bland Englands aristokrati och medelklass tvingade honom till det första koalitionskriget (1793), angreps han häftigt av whigs och drevs därigenom alltmera från sina frisinnade ungdomsidéer. Från 1793, då första koalitionskriget började, var Pitt medelpunkten för den franskfientliga politiken i Europa. Det var han som bildade koalitionerna och sammanhöll dem, fastän med oerhörda finansiella uppoffringar för England. Han lyckades – fastän i saknad av verklig förmåga att med framgång planera militära företag – dock bevara Irland från de franska stämplingarna samt rädda Egypten och Indien, vilka framgångar knappast kunde betalas för dyrt.
Vid samma tid genomdrev han unionen med Irland (1800). Då Pitt i sammanhang därmed ville ge katolikerna politiska rättigheter, stötte han sig med den bigotte kungen samt tvangs, då han ej kunde uppfylla sina löften till irländarna, att avgå 14 mars 1801. Trots de ekonomiska bekymmer, som vid denna tid tryckte honom, avböjde han såväl enskild hjälp som bidrag i form av ett lönande sinekurämbete. Hans fienders jubel över hans fall besvarades med storartade, av hans anhängare anordnade fester till firande av hans födelsedag. Den 1802 av Pitts efterträdare Addington slutna freden med Frankrike blev ej långvarig. Napoleon Bonapartes hotelser tvang England att vidta försvarsåtgärder.

## Pitts andra regering
Pitt bildade ett rytteriregemente och bidrog kraftigt till kustförsvarets ordnande. I parlamentet förstod han snart att återta den ledande rollen och lyckades med sig förbinda alla de ledande particheferna, till och med sin gamle fiende Fox. Till följd därav tvangs ministärens chef, Addington, att avgå, varefter Pitt 15 maj 1804 bildade ett nytt kabinett, i vilket han återtog samma ämbetsposter, som han förut beklätt. Kungens motstånd mot inkallande av Fox i det nya kabinettet hade emellertid hindrat Pitt att bilda en verkligt stark nationell samlingsministär, som hans ursprungliga plan varit. Med stora uppoffringar åstadkom Pitt den tredje koalitionen (1805) mot Frankrike. De koaliserade makternas motgångar i kriget (särskilt deras nederlag mot Napoleon vid Ulm och Austerlitz) bidrog väsentligt till hans död, i hans hus i Putney, London. Han begravdes vid sin faders sida i Westminster Abbey, och parlamentet betalade hans skulder, 40 000 pound sterling (39 241 000 kr idag). Monument över honom har rests bland annat i London och Cambridge.